# Энни Окли (фильм, 1935)
«Энни Окли» (англ. Annie Oakley) — вестерн 1935 года.

## Сюжет
История жизни женщины-стрелка Энни Окли, которая прославилась в конце XIX века своим участием в шоу «Дикий Запад Баффало Билла».

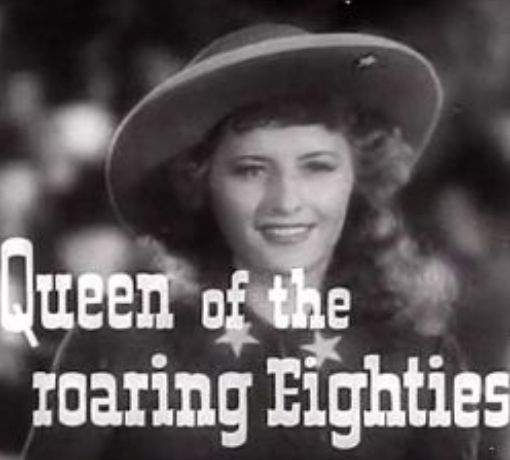
Барбара Стэнвик в трейлере фильма

## В ролях
- Барбара Стэнвик — Анни Окли
- Престон Фостер — Тоби Уолкер
- Мелвин Дуглас — Джефф Хогарт
- Морони Олсен — Полковник Уильям Коди, он же Баффало Билл
- Перт Келтон — Вера Дельмар
- Блу Вашингтон — повар (в титрах не указан)

## Критика
Андре Сеннвальд из The New York Times в 1935 году посчитал фильм ярким, а Барбару Стэнвик великолепной в главной роли; показавшей самую яркую игру за долгое время. Образ Тоби Уокера он посчитал сценарно нераскрытым, несмотря на убедительную игру Престона Фостера. Звездой картины, однако, The New York Times считает вождя Тандерберда в одновременно трогательном, мужественном и очень комичном образе.